# Symplocos guacamayensis
Symplocos guacamayensis är en tvåhjärtbladig växtart som beskrevs av B. Ståhl. Symplocos guacamayensis ingår i släktet Symplocos och familjen Symplocaceae. Inga underarter finns listade i Catalogue of Life.